# 圣富瓦代格尔弗耶
圣富瓦代格尔弗耶（法語：Sainte-Foy-d'Aigrefeuille，法語發音：[sɛ̃t fwa dɛɡʁəfœj]）是法国上加龙省的一个市镇，属于图卢兹区。

## 地理
圣富瓦代格尔弗耶（43°32'36"N, 1°36'35"E）面积9.68 平方千米，位于法国奧克西塔尼大區上加龙省，该省份为法国西南部内陆省份，西南端与西班牙接壤，自此顺时针与上比利牛斯省、热尔省、塔恩-加龙省、塔恩省、奥德省和阿列日省接壤。
与圣富瓦代格尔弗耶接壤的市镇（或旧市镇、城区）包括：德雷米勒-拉法日、奥达尔、艾格尔弗耶、欧济耶勒、朗塔、洛泽尔维尔、普雷塞尔维尔、圣皮埃尔德拉日。

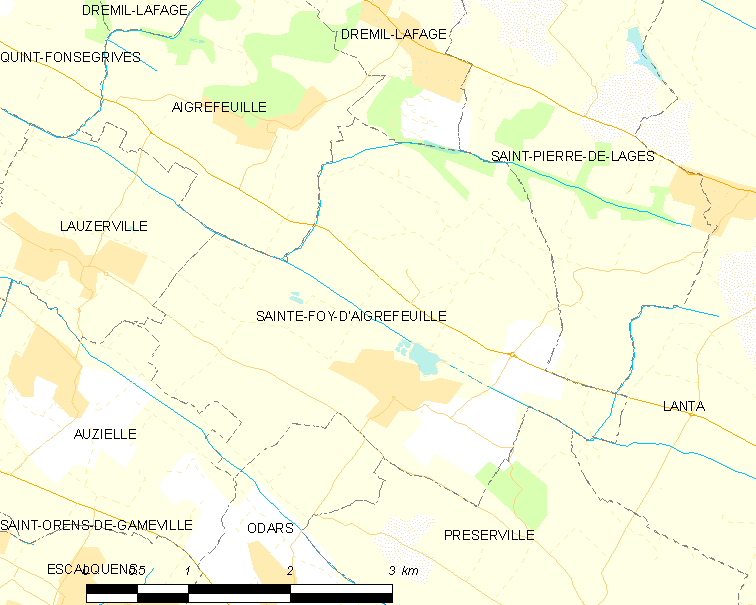
圣富瓦代格尔弗耶的OSM定位图

圣富瓦代格尔弗耶的时区为UTC+01:00、UTC+02:00（夏令时）。

## 行政
圣富瓦代格尔弗耶的邮政编码为31570，INSEE市镇编码为31480。

## 政治
圣富瓦代格尔弗耶所属的省级选区为埃斯卡尔康斯县。

## 人口

1962-2008年间圣富瓦代格尔弗耶人口变化图示

圣富瓦代格尔弗耶于2022年1月1日时的人口数量为2512人。